# Liga mistryň CEV
Liga mistryň CEV (CEV Champions League) je nejvýznamnější evropská mezinárodní klubová soutěž v ženském volejbale dříve známá jako PMEZ žen. Koná se každoročně od roku 1961 (sezóna 1960/1961). Liga mistryň CEV byla 13. listopadu 2000 oficiálně představena ve Florencii pod novým formátem.
Historicky nejúspěšnější zemí je bývalý Sovětský svaz s 22 prvenstvími, z toho 11 titulů vyhrálo Dynamo Moskva.

## Systém soutěže
Do hlavní skupinové části je většina týmů nasazena, a ostatní přihlášené týmy se musí kvalifikovat. Hlavní části se účastní 20 týmů, které jsou rozděleny do pěti čtyřčlenných skupin. Ve skupinách hraje každý s každým doma a venku. Vítězové z každé skupiny a tři nejlepší týmy z druhých míst společně postupují do play off (čtvrtfinále a semifinále) hraného vyřazovacím systémem doma a venku, za stavu 1:1 na zápasy následuje ihned po druhém zápase tzv. "zlatý set". Finále se hraje pouze na jeden vítězný zápas.

## Vítězky
- 1961	Dynamo Moskva
- 1962	Burevěstnik Oděssa
- 1963	Dynamo Moskva
- 1964	Levski-Spartak Sofia
- 1965	Dynamo Moskva
- 1966	CSKA Moskva
- 1967	CSKA Moskva
- 1968	Dynamo Moskva
- 1969	Dynamo Moskva
- 1970	Dynamo Moskva
- 1971	Dynamo Moskva
- 1972	Dynamo Moskva
- 1973	Nim-Se Budapešť
- 1974	Dynamo Moskva
- 1975	Dynamo Moskva
- 1976	Rudá Hvězda Praha
- 1977	Dynamo Moskva
- 1978	Traktor Schwerin
- 1979	CSKA Sofia
- 1980	Rudá Hvězda Praha
- 1981	Uraločka Sverdlovsk
- 1982	Uraločka Sverdlovsk
- 1983	Uraločka Sverdlovsk
- 1984	CSKA Sofia
- 1985	ADK Alma-Ata
- 1986	CSKA Moskva
- 1987	Uraločka Sverdlovsk
- 1988	Olimpia Teodora Ravenna
- 1989	Uraločka Sverdlovsk
- 1990	Uraločka Sverdlovsk
- 1991	Mladost Záhřeb
- 1992	Olimpia Teodora Ravenna
- 1993	Parmalat Matera
- 1994	Uraločka Jekatěrinburg
- 1995	Uraločka Jekatěrinburg
- 1996	Parmalat Matera
- 1997	Foppapedretti Bergamo
- 1998	OK Dubrovnik
- 1999	Foppapedretti Bergamo
- 2000	Foppapedretti Bergamo
- 2001	Volley Modena
- 2002 RC Cannes
- 2003 RC Cannes
- 2004 Tenerife Marichal
- 2005 Foppapedretti Bergamo
- 2006 Sirio Perugia
- 2007 Foppapedretti Bergamo
- 2008 Sirio Perugia
- 2009 Volley Bergamo
- 2010 Volley Bergamo
- 2011 Vakıfbank Istanbul
- 2012 Fenerbahçe Istanbul
- 2013 Vakıfbank Istanbul
- 2014 Dynamo Kazaň
- 2015 Eczacıbaşı Istanbul
- 2016 VB Casalmaggiore
- 2017 Vakıfbank Istanbul
- 2018 Vakıfbank Istanbul
- 2019 AGIL Novara
- 2020
- 2021 Imoco Volley Conegliano
- 2022 Vakıfbank Istanbul
- 2023 Vakıfbank Istanbul
- 2024 Imoco Volley Conegliano